# UCC上島珈琲

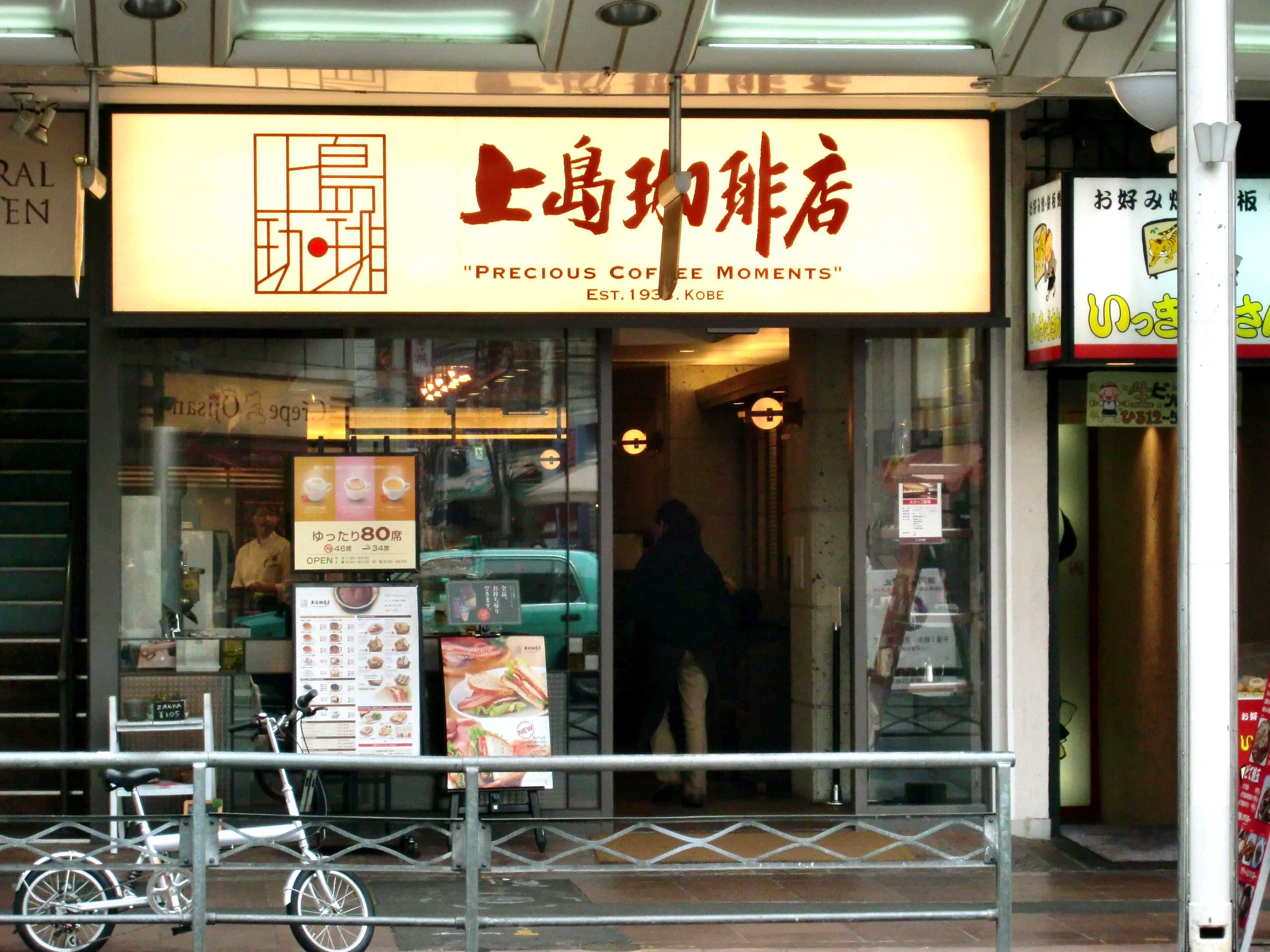
上島珈琲店 京都河原町店
UCCグループが運営するチェーンの上島珈琲店では、全店で、マイカップやマイタンブラーを持参すると、ドリンクが50円引きとなる。

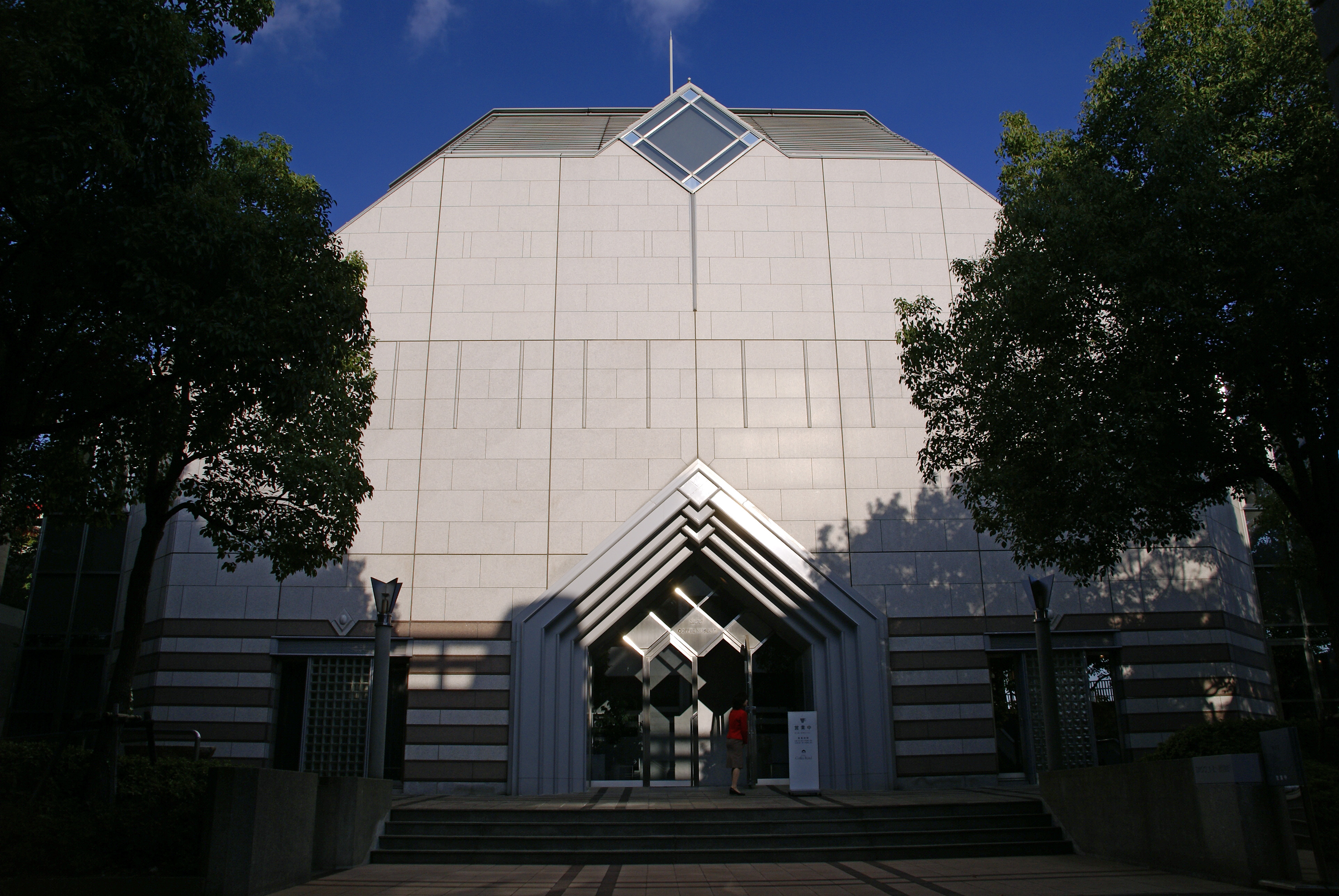
UCCコーヒー博物館

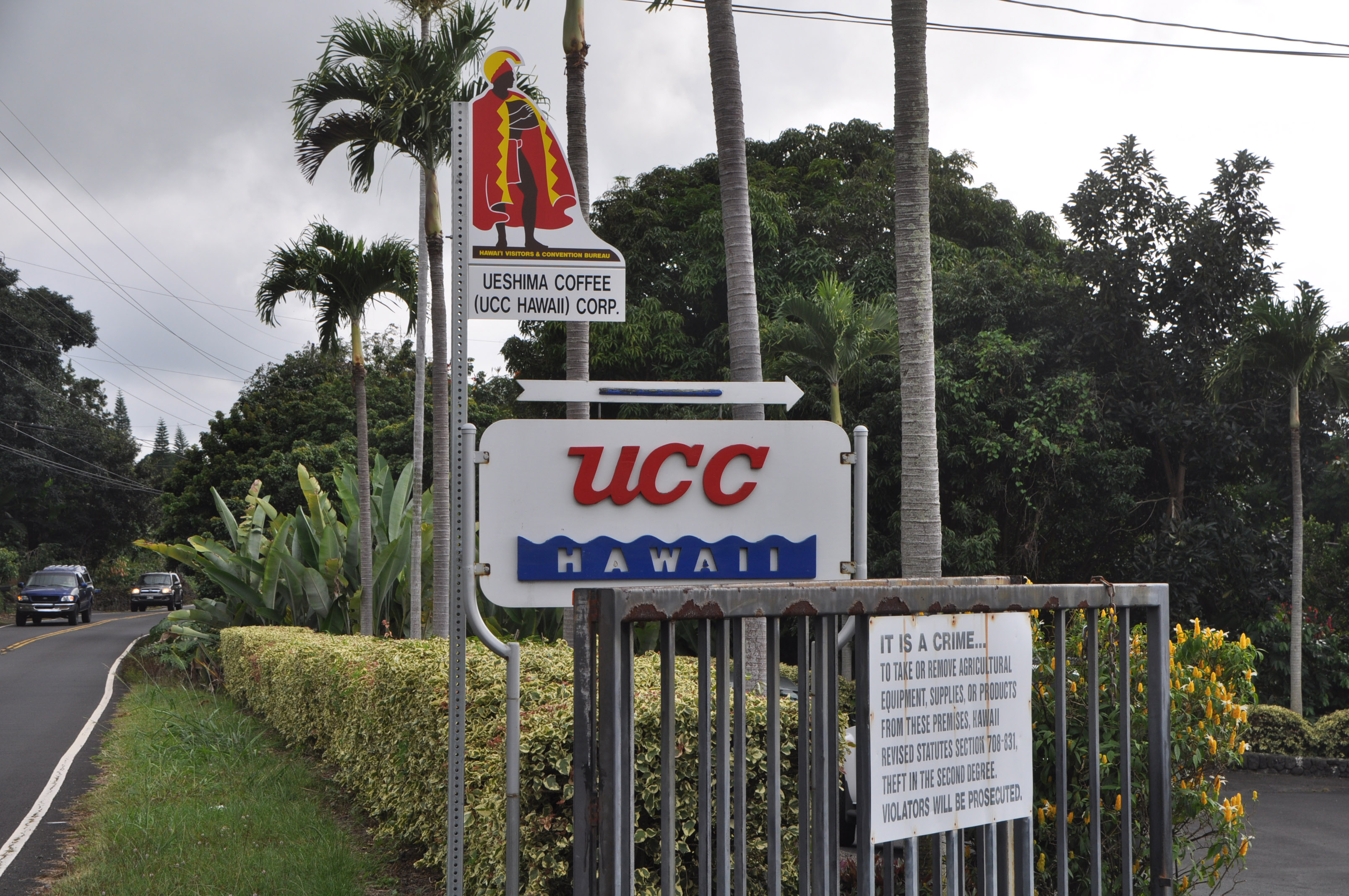
Ueshima Coffee (UCC Hawaii) Corp.

UCC上島珈琲（ユーシーシーうえしまコーヒー、登記社名: ユーシーシー上島珈琲株式会社 英: UCC UESHIMA COFFEE CO., LTD.）は、兵庫県神戸市中央区に本社を置く、コーヒーを中心とした飲料・食品メーカー。みどり会の会員企業であり三和グループに属している。
コーポレートメッセージは、“Good Coffee Smile”。

## 概要
上島商店（後のウエシマコーヒーフーズ、上島治忠が創業）を源流に、上島忠雄が1933年（昭和8年）に個人商店として創業。現在でもほぼ同族経営である。呼称のUCCは"Ueshima Coffee Co.,Ltd."の頭文字に由来している。レギュラーコーヒー豆はもちろんだが、1969年（昭和44年）に世界初のミルク入り缶コーヒー、「UCCコーヒーミルク入り」（現在の「UCCミルクコーヒー」。別名「UCCオリジナル」）を発売したことでもその名を知られている。
自社のコーヒー農園を展開しており、1981年（昭和56年）にジャマイカでブルーマウンテンの農園を開設。1989年（平成元年）にはアメリカ合衆国ハワイ州ハワイ島でコナコーヒーの農園を開設させた。他にも1995年（平成7年）にはインドネシアスマトラ島でマンデリンの農園を開設している。なおブルーマウンテンコーヒーの直営農園は同社が初めてである。
兄の上島治忠が創業し、同じく神戸市中央区に本社を置くウエシマコーヒーフーズ（U.COFFEE）との関連は長年ほぼ無関係であったが、2018年に発行済株式の全てを取得し傘下に収めた。また、北海道で広く展開しているサッポロウエシマコーヒー（ユーコーヒーウエシマ）も、2008年に傘下に収めている。そのほか、東京都目黒区に本社があるウエシマコーヒーも100%子会社である。なお、大阪府堺市の上島珈琲貿易（通称：マックコーヒー）や、神戸市兵庫区の上島珈琲問屋はグループ会社ではないが、当社同様に上島商店をその源流とする（上島珈琲貿易は上島忠雄の兄である上島勝が創業、上島珈琲問屋は弟の上島啓三が創業。ただしいずれも当社との資本関係はない）。
東京ディズニーリゾート（東京ディズニーランド・東京ディズニーシー）・ユニバーサル・スタジオ・ジャパン・倉敷チボリ公園（2008年閉園）・ハウステンボス・宝塚歌劇のオフィシャルスポンサーである。
2010年（平成22年）4月1日付で持株会社制に移行し、社名をUCCホールディングス（登記上は、UCCではなくユーシーシー）へと変更、事業部門を新設のUCC上島珈琲に分割し、シャディ、ユーシーシーフーヅ、ユニカフェなどともに傘下に収めた。
2012年（平成24年）3月30日、シャディの全株をニッセンホールディングスに譲渡するとともに、第三者割当増資により、ニッセンホールディングスの筆頭株主になる。
2019年（令和元年）11月29日、UCCミルクコーヒー缶に使われる茶色（25%）、白色（30%）、赤色（45%）の3色柄について、色彩を対象とする商標として特許庁から登録を受けた。食品業界では初の登録。
2021年（令和3年）3月8日より家庭用製品の主力ブランド「UCC 職人の珈琲」をブランドリニューアル。これに伴い同ブランド初のWEB-CMを公開。イメージキャラクターに及川光博を起用。
2023年には「食べるコーヒー」と称する「YOINED（ヨインド）」を発売し、翌年2024年にはリニューアルする形で再び発売した。

## 主力製品
- レギュラーコーヒー - ゴールドスペシャルなど
- インスタントコーヒー - ザ・ブレンドなど
- 缶コーヒー - UCCミルクコーヒー、UCC BLACK無糖など
- ギフトセット

### 限定商品
缶コーヒーでは不定期に（主に冬季から早春にかけて）期間限定のプレミアム無糖を発売している。当初はデフレ脱却に対する試みとしておこなわれ、その後趣旨を「普通のブラック缶コーヒー」に飽きた男性を主なるターゲットにして販売。値段も10円 - 30円増であり、内容量も少ない。2010年には、缶コーヒーとしては珍しい無糖のエスプレッソや無糖、および微糖のミルク入りブレンドコーヒー「UCC THE CLEAR」（旧：UCCカフェブルーノ・無糖）なども発売されている。2010年11月期間限定生チョココーヒー発売。

### その他
旧来からの人気商品が主力だが、『BARISTA』（バリスタ）シリーズ、『ブルーマウンテン』シリーズ、『職人の珈琲』シリーズ、『珈琲専門店のこだわりコーヒー』など新シリーズも増えてきている。これらは缶より紙パックやペットボトルが主流である。
- UCC ミルクコーヒー
- UCC BARISTAキャラメルラテ
- UCC BARISTA濃厚カフェラテ
- 珈琲専門店のこだわりコーヒー
- 職人の珈琲（ボトルコーヒー。全て「コーヒー飲料」規格）
- 水出し珈琲 - 機能性表示食品も開発[9]
- ブルーマウンテンブレンド
- UCC ブレンドコーヒー
- フルスロットル（コーヒー入り炭酸飲料）

### プライベートブランド商品
- セブンプレミアムシリーズ - セブン&アイ・ホールディングスとの共同開発商品[10]。
- ローソンセレクト - インスタントコーヒーの製造元がUCC上島珈琲である。
- ファミリーマートコレクション - チルド商品のボトルコーヒー900ml（深炒りコーヒー）の製造元。
- トップバリュ ベストプライス - レギュラーコーヒーの製造元。

## 色彩のみからなる商標
2019年11月、主力商品であるUCCミルクコーヒーの缶の3色パッケージが食品業界初の「色彩のみからなる商標」として特許庁に登録された。色彩の組み合わせは、茶色（PANTONE：471）、白色（RGBの組み合わせ：R255、G255、B255）、赤色（PANTONE：485 2X）であり、配色は、上から順に茶色が商標の25パーセント、白色30パーセント、赤色45パーセント。なお、茶色は「焙煎したコーヒー豆」、白色は「コーヒーの花」、赤色は「熟したコーヒーの実」を表現している。

## 関連企業
※全て株式会社である。
- UCC Holdings Pte.Ltd.
- UCC Capital
- UCCジャパン
  - 沖縄ユーシーシーコーヒー - 沖縄県浦添市。
  - 日本パーソネルセンター - 神戸市中央区。
  - 日本ヒルスコーヒー - 神戸市中央区。
  - ホーマーコーポレーション - 滋賀県東近江市。
  - ユーシーシーコーヒープロフェッショナル - 東京都港区。
  - ユニカフェ - 東京都港区。
  - サッポロウエシマコーヒー - 札幌市厚別区。
  - ユーシーシーフードサービスシステムズ（神戸市中央区） - 欧米発の「カフェ文化」に対抗する形で、かつて存在していた「日本独自の喫茶文化」を見直すという意味合いを込め、レトロモダンを基調にした珈琲店「上島珈琲店」を関東・関西圏で店舗展開している。
  - ラッキーコーヒーマシン - 神戸市東灘区。
  - ユーコット・インフォテクノ - 神戸市中央区。UCCホールディングスと富士通の共同出資による情報処理サービス業。
  - Garden - 東京都渋谷区。UCCホールディングスとLUCY ALTER DESIGNの共同出資によるオフィスカフェ事業。

## 過去の関連企業
- シャディ - 2012年4月にニッセングループ入りした。
- もっとぎゅっと少額短期保険（現：楽天少額短期保険） - 元シャディ子会社。シャディのグループ離脱に伴い直接子会社化したが、2014年11月にキャス・キャピタルグループに全株式を譲渡した。
- 珈琲館（東京都千代田区） - 2009年10月にユーシーシーフードサービスと合弁し子会社化したが、2018年5月に分離独立した。
- 菊水總本店 - 2006年に子会社化したが、2010年1月に清算した（その後従業員の出資で復活するも、2022年に廃業）[13]。
- ウエシマコーヒーフーズ - 2018年2月に子会社化。2022年6月15日、特別清算。負債総額は約20億円。製品・商標などについてはグループ内の各社が継承[14]。
- 多聞フーヅ（現・QSRホールディングス）

## 企業博物館
- UCCコーヒー博物館

## 自販機事業
缶コーヒー「UCCミルクコーヒー」（「UCCオリジナル」）を開発し、本業のレギュラーコーヒーのみならず、自販機事業でも1980年代後期頃までは業績も好調であった。しかし1990年代に入ると、サントリーが「BOSS」を投入したことを契機として、缶コーヒーのブランディング競争が激化した。また、自販機でも缶コーヒーを含め、缶紅茶、缶入り日本茶、炭酸飲料水など、選択肢が増えたことで、コーヒー飲料以外の飲料に顧客が流れた。
缶コーヒーでは1988年（昭和63年）頃に「モカブレンド」「キリマンジャロブレンド」などを発売。
缶入り日本茶の類では、地味なブランドイメージから売れ行きが悪く、2年以上続かないブランドが相次いだ。1994年（平成6年）には“完全無糖なのに、おいしい”のキャッチコピーで知られた「パラダイスティー」を発売するも失敗に終わった。また缶紅茶でも1990年代に「霧の紅茶」を送り出すも売れ行きは低迷し、1995年（平成7年）に「レイスビーホール」へとブランドを変えるも僅か1 - 2年で低迷し、再度「霧の紅茶」に戻すなど安定しない状況が続いた。
主力の缶コーヒーでも1990年代に「メジャー MAJOR」を発売するが、ブランド力の低さから1990年代中期には「UCCスーパーオリジナル」「UCCスーパー2」「グアルジャー」などへと変遷した。1994年（平成6年）に「UCCブラック・無糖」を発売し、そこそこの知名度を得て販売量も改善したものの、それ以外は他のメーカーに大きく水をあけられ、ブランドイメージ競争に完全に負けた格好となった。結果、2000年（平成12年）にネスレマニュファクチャリング（2011年にネスレ日本に吸収合併）に売却することになった。
沖縄県では沖縄ユーシーシーコーヒーやその関連企業でボトラーの沖縄ボトラーズが引き続き事業を継続しており、日本コカ・コーラ（沖縄コカ・コーラボトリング）に匹敵する台数の自販機がある。コーヒー中心の本土と異なり、「霧の紅茶」・「レモンティー」・「シークワサー」・「さんぴん茶」など（後者2品は沖縄ボトラーズの独自ブランドでUCCブランドと合わせて販売）が売れ筋である。一方、沖縄県以外では「UCCオリジナル」「UCCスーパー2」などの缶コーヒーは複数のメーカーが共同で入っている自動販売機でしか買うことができない。なお、「ブラック・無糖」はローソンやセブンイレブンなどのコンビニエンスストアで販売されている。また、「UCCオリジナル」は一部スーパーでも販売されている。

## テレビ番組
- 日経スペシャル カンブリア宮殿 香り立つ!コーヒー市場 農園からカップまで...老舗の次なる"1杯"（2016年6月16日、テレビ東京）- UCC上島珈琲社長（当時） 上島昌佐郎出演[18]。

## 広告・CM
前述のように、自販機事業を持っていた1999年頃まではテレビを中心に多数CM放映されていたが、ここ数年の間にロングセラーとなったのは「ブラック・無糖」のみで、それ以外にCMは制作されておらず、主に印刷メディア（雑誌、新聞など）や駅に張られた看板等の広告が多くなっている。
東京の八重洲口ビルに長きにわたってネオンサインを設置している。他には横浜・関内駅近くと神戸・三ノ宮駅近く、札幌・大通公園前などにも同社のネオンサインがある。かつて東京・渋谷の駅前ビルの屋上にも、1993年（平成5年）から1998年（平成10年）頃まで、巨大ネオンサインを設置していた事があった。

### 歴代CM出演者
企業CM
- 星野源[19]

UCCインスタントコーヒー
- 三浦友和 - ザ・ブレンド114・117

UCC 職人の珈琲ブランド
- 及川光博

UCCレギュラーコーヒー
- ポール・モーリア
- 渡辺貞夫
- 中山美穂

UCC缶コーヒー
- 田淵幸一 - UCCオリジナル
- 荒木由美子 - UCCオリジナル、UCCブラック、UCCアメリカン
- 中嶋常幸 - UCCダイエットドリンク ゴルフコーヒー
- 渡辺美里 - UCCオリジナル
- 川上未遊 - UCCオリジナル,15周年記念キャンペーンガール
- 鷲尾いさ子 - UCCオリジナル
- Lip's - UCCオリジナル、ビター、ハーフビター
- 菊池桃子 - UCCオリジナル
- 所ジョージ - 同上[注 5]
- 三宅弘城 - 同上
- ナインティナイン - 同上
- 桑田佳祐 - 同上（2016年）[20]
- アイリーン・キャラ - マンハッタンストーリー
- 世良公則 - MAJOR（メジャー）
- 萩原健一 - 同上
- 天海祐希 - UCCブラック・無糖[注 6]
- 西島秀俊 - UCCスーパーオリジナル
- 赤井英和 - 同上
- 野村宏伸 - 同上
- 反町隆史 - UCCスーパー2
- 松井稼頭央 - 同上
- ジャン・レノ - BREAK（1999年）
- 金城武 - グアルジャー

ペットボトルコーヒー
- 青木崇高 - BLACK COLD BREW PET500ml
- 池田エライザ - UCC COLD BREW「香るどブリュー」（2021年3月 - ）[21][22]

その他
- ビートたけし - ジョルトコーラ
- 観月ありさ - パラダイスティー
- 中村玉緒 - すらっと茶
- 菊池美緒（現・松井美緒） - 同上[23]
- デビルマン（架空のキャラクター） - フルスロットル[24]

### 歴代キャンペーンソング
- 石坂智子『ふたりの恋はABC』（1980年）
- 田中昌之『1000カラットのサマー・ブロンズ』（1986年）
- 渡辺美里『恋したっていいじゃない』（1988年）
- 渡辺美里『センチメンタル カンガルー』（1988年）
- 渡辺美里『10 years』（1988年）
- 笠浩二『30センチでつかまえて』（1989年）
- Lip's 『愛の魔力』（1990年）
- 桑田佳祐『大河の一滴』（2016年）[20]
- B'z『声明』（2017年）

### その他
- YSR50UCC - Yamaha Racing Team 企業広告限定車

## スポンサー番組

### 2022年4月現在
- 星野源のオールナイトニッポン（ニッポン放送・NRN系）

※提供テロップは「UCC COFFEE」であり、以前は「UCCコーヒー」や「UCC」とテロップされていた。

### 過去
- 木曜ゴールデンドラマ（日本テレビ・読売テレビ共同枠 → 読売テレビ制作・日本テレビ系） - 一時期の提供（複数社の1社）。
- 嵐にしやがれ（日本テレビ）
- 金曜ロードショー（同上） - 長年続いた大正製薬から引き継いだ。拡大版やレギュラースポンサーを一時期提供、2008年4月からは第一三共株式会社（〜2009年9月）→小林製薬（2009年10月〜同年12月）→KEIRIN（2010年1月〜同年9月）→あいおいニッセイ同和損害保険（2010年10月〜2012年3月）→KDDI（2012年4月〜2023年3月) →テンプスタッフ (2023年4月～) に交代。
- 金曜ドラマ→水曜ドラマ→金曜ドラマ（TBS系） - 一時期の提供。
- 八木治郎ショー・いい朝8時（毎日放送制作・TBS系）
- 林先生が驚く初耳学!（同上）
- サタデープラス（同上）
- ゴールデン洋画劇場（フジテレビ系）
- 金曜プレステージ（同上）
- ボクらの時代（同上）
- めちゃ×2イケてるッ!（同上）
- にじいろジーン（関西テレビ制作・フジテレビ系列）
- Mr.サンデー（フジテレビ・関西テレビ共同制作）
- パ・リーグオールスター東西対抗（テレビ静岡制作・フジテレビ系列）- 地上波中継スポンサー
- クイズプレゼンバラエティー Qさま!!（テレビ朝日）
- 報道ステーション SUNDAY（同上）
- 世界の村で発見!こんなところに日本人（ABC制作・テレビ朝日系列）
- 木曜洋画劇場（テレビ東京系）
- 日経スペシャル カンブリア宮殿（テレビ東京）
- サンテレビボックス席（サンテレビ）
- 松任谷由実のオールナイトニッポン（ニッポン放送・NRN系ほか） - クボタと共に番組スポンサーを担当。

ほか
※このほか三井物産食品グループの1社として、番組提供していた時期も過去にあった。